# Seance
Seance es el tercer álbum de estudio de la banda australiana de rock The Church lanzado a través de EMI Parlaphone y Carrere Records en 1983. Exceptuando "Travel By Thought" compuesta por la banda entera, el resto de canciones fueron compuestas por el bajista y cantante Steve Kilbey.

## Lista de canciones
Todas las canciones escritas y compuestas por Steve Kilbey, excepto «Travel by Thought» (Kilbey/Koppes/Ploog/Willson-Piper). 
| N.º   | Título              | Duración |  |
| 1.    | «Fly»               | 2:09     |  |
| 2.    | «One Day»           | 4:37     |  |
| 3.    | «Electric»          | 6:02     |  |
| 4.    | «It's No Reason»    | 5:49     |  |
| 5.    | «Travel by Thought» | 4:34     |  |
| 6.    | «Disappear?»        | 5:47     |  |
| 7.    | «Electric Lash»     | 4:25     |  |
| 8.    | «Now I Wonder Why»  | 5:39     |  |
| 9.    | «Dropping Names»    | 2:58     |  |
| 10.   | «It Doesn't Change» | 5:56     |  |
| 48:01 |                     |          |  |

| Bonus tracks (2002) |                   |          |  |
| N.º                 | Título            | Duración |  |
| 11.                 | «Someone Special» | 4:10     |  |
| 12.                 | «Autumn Soon»     | 4:28     |  |
| 56:39               |                   |          |  |

## Personal
- Steve Kilbey: voz, bajo, teclados, arreglos de cuerda
- Peter Koppes: guitarra, órgano Hammond
- Marty Willson-Piper: guitarra y voces
- Richard Ploog: batería, bongos, pandereta
- Michele Parker: coros en "It's No Reason"
- Russell Kilbey: armónica